# Улеб (воевода)
Улеб (Ульф) Рагнвальдсон — посадник и воевода новгородский, сын Рёгнвальда Ульвссона, посадника в Ладоге c 1019 года, брат Эйлива Рагнвальдсона, посадника в Ладоге с 1045 года. В 1032 году возглавил новгородцев в походе на «Железные Ворота».
Его отец, Рёгнвальд, был двоюродным братом жены Ярослава Мудрого — Ингигерды. Матерью Ульфа называют Ингеборгу (ум. 963), сестру короля Норвегии Олафа Трюггвассона. Согласно сагам, Рёгнвальд женился на Ингеборге в 1017 году, соответственно в 1032 году Ульфу-Улебу могло быть не больше 15 лет.